# Cunhataí
Cunhataí est une ville brésilienne située dans la mésorégion Ouest de Santa Catarina, dans l'État de Santa Catarina.

## Généralités
Cunhataí signifie « belle femme » en tupi-guarani.

## Géographie
Cunhataí se situe par une latitude de 26° 58′ 10″ sud et par une longitude de 53° 05′ 36″ ouest, à une altitude de 400 mètres. Sa population était de 1 882 habitants au recensement de 2010. La municipalité s'étend sur 55 km2.
Elle fait partie de la microrégion de Chapecó, dans la mésorégion Ouest de Santa Catarina.

## Villes voisines
Cunhataí est voisine des municipalités (municípios) suivantes :
- Cunha Porã
- Palmitos
- São Carlos
- Saudades